# 布盧明代爾 (喬治亞州)
布盧明代爾（英語：Bloomingdale）是一個位於美國喬治亞州查塔姆縣的城市。

## 地理
布盧明代爾的座標為32°07′27″N 81°18′26″W / 32.12417°N 81.30722°W，而該地的平均海拔高度為6米（即20英尺）。

## 人口
根據2010年美國人口普查的數據，布盧明代爾的面積為36.30平方千米，當中陸地面積為33.10平方千米，而水域面積為3.20平方千米。當地共有人口2713人，而人口密度為每平方千米74人。